# 貝倫德溫布里亞
貝倫德溫布里亞是哥倫比亞的城鎮，位於該國中西部，由里薩拉爾達省負責管轄，始建於1890年，面積178平方公里，海拔高度1,525米，主要經濟活動有農業和畜牧業，2005年人口27,717。

## 外部連結
- （西班牙文） Luis Angel Arango Library: Belen de Umbria; Before and After its Foundation. （页面存档备份，存于）

5°12′N 75°52′W / 5.200°N 75.867°W